# 古龍群俠傳 (漫畫)
古龍群俠傳是樂文出版社出版的香港武打漫畫，由岑卓華主編，梁光明監製，根據古龍的六部小說《名剑风流》、《多情剑客无情剑》、《天涯明月刀》、《陆小凤》、《绝代双骄》和《武林外史》改編而成。由2003年連載到2004年，共85期。